# Pseudolabrus japonicus
Pseudolabrus japonicus és una espècie de peix marí de la família dels làbrids i de l'ordre dels perciformes.
Els adults poden assolir els 25 cm de longitud total. Es troba al Japó (Honshu), Corea del Sud, sud de la Xina, Taiwan i Hong Kong.